# Anomala ahrensi
Anomala ahrensi är en skalbaggsart som beskrevs av Carsten Zorn 2011. Anomala ahrensi ingår i släktet Anomala och familjen Rutelidae. Inga underarter finns listade i Catalogue of Life.